# 9584 Louchheim
9584 Louchheim (1990 OL4) là một tiểu hành tinh vành đai chính được phát hiện ngày 25 tháng 7 năm 1990 bởi H. E. Holt ở Palomar.